# Лиснянская, Инна Львовна
И́нна Льво́вна Лисня́нская (24 июня 1928, Баку — 12 марта 2014, Хайфа) — русская советская и российская поэтесса, прозаик, переводчик с балкарского (переводила К. Кулиева). Лауреат Государственной премии РФ (1998). Жена поэта Семёна Липкина.

## Биография
Отец — Лев Маркович Лиснянский (1903—1948), еврейского происхождения, участник Великой Отечественной войны, военврач 2-го ранга (майор медицинской службы), старший врач 276-го госпиталя 77-й горной стрелковой дивизии. Мать — Раиса Сумбатовна Адамова, армянка, работала инженером. После развода родителей мать переехала в Москву, Инна Лиснянская осталась с отцом в Баку.
В годы Великой Отечественной войны была санитаркой в госпитале.
После школы друзья отправили стихи Лиснянской в Литературный институт. Пройдя с блеском творческий конкурс, от сдачи вступительных экзаменов она, несмотря на уговоры Николая Тихонова, решительно отказалась. Позже в течение года (1950—1951, до рождения дочери) училась в Бакинском университете.
Публиковала с 1948 года оригинальные стихи и переводы из азербайджанской поэзии. Первый сборник стихов «Это было со мною» выпустила в Баку в 1957 году. В 1960 году переехала в Москву.
Участвовала в неподцензурном альманахе «Метрополь» (1979), вместе с Семёном Липкиным и Василием Аксёновым вышла из Союза писателей СССР в знак протеста против исключения из него Виктора Ерофеева и Евгения Попова, в течение 7 лет публиковалась только за рубежом.
Премии журналов «Стрелец» (1994), «Арион» (1995), «Дружба народов» (1996), «Знамя» (2000), «Дети Ра» (2015, посмертно); Государственная премия России (1998), премия Александра Солженицына (1999) — «за прозрачную глубину стихотворного русского слова и многолетне явленную в нём поэзию сострадания», премия «Поэт» (2009).
В её стихах часто повторяются темы свободы, предательства, страха и одиночества. В своей вере и своём поэтическом существовании Лиснянская как бы исполняется удивительной силой, помогающей ей справиться с трудной судьбой: «ушлют, не уйдём, убьют, не умрём».
Первый муж — поэт Григорий Корин (их дочь — израильский прозаик Елена Макарова, род. 1951). В 1967 году познакомилась с Семёном Липкиным, за которого в начале 1970-х годов вышла замуж.
Последние годы жила в Хайфе. Умерла 12 марта 2014 года.

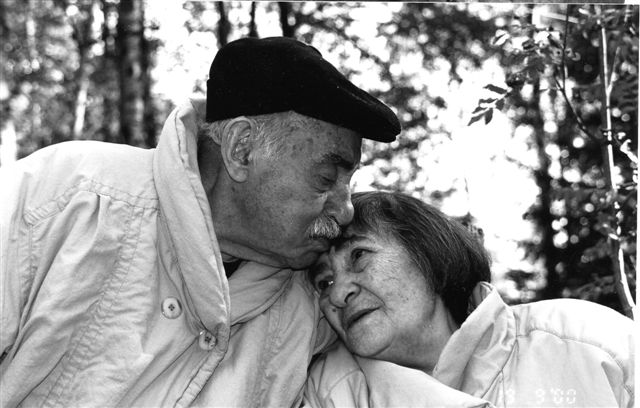
С мужем Семёном Липкиным в Переделкино

Могила на Переделкинском кладбище

Похоронена на Переделкинском кладбище, рядом с мужем Семёном Липкиным.

## Общественная позиция
В 1996 году была среди деятелей культуры и науки, призвавших российские власти остановить войну в Чечне и перейти к переговорному процессу.

## Книги стихов
- Это было со мною: Стихи и поэма. — Баку: Детюниздат, 1957. — 36 с. — 5 000 экз.
- Верность. — М.: Сов. писатель, 1958. — 95 с.
- Не просто — любовь. — М.: Сов. писатель, 1963. — 98 с.
- Из первых уст. — М.: Сов. писатель, 1966. — 152 с.
- Виноградный свет. — М.: Сов. писатель, 1978. — 127 с.
- Дожди и зеркала. — Париж: ИМКА-Пресс, 1983. — 259 с.
- На опушке сна. — Энн-Арбор: Ардис, 1984. — 104 с.
- Воздушный пласт. — М.: Правда, 1990. — 31 с. — 150 000 экз.
- Ступени: Находка отдыхающего: [Поэма] / [Худож. Е. Маневич]. — М.: Прометей: Лит.-худож. агентство «ТОЗА», 1990. — 31 с.
- Стихотворения. — М.: Сов. писатель, 1991. — 239 с. — 10 000 экз.
- После всего. — СПб.: Пушкинский фонд, 1994. — 120 с.
- Одинокий дар. — Париж—М.—Нью-Йорк: Третья волна, 1995. — 155 с. — 5 000 экз.
- Из первых уст. — М.: Дом-музей М. И. Цветаевой: Изограф, 1996. — 352 с. — 2 000 экз.
- Ветер покоя. — СПб.: Пушкинский фонд, 1998. — 72 с.
- Избранное. — Ростов-на-Дону, 1999. — 383 с.
- Музыка и берег. — СПб.: Пушкинский фонд, 2000. — 62 с.
- Вместе. — М.: Грааль: Рус. путь, 2000. — 320 с. (Совм. с С. Липкиным)
- При свете снега. — СПб.: Пушкинский фонд, 2001. — 44 с.
- В пригороде Содома: Новые стихотворения. — М.: О.Г.И., 2002. — 111 с.
- Одинокий дар: Стихи, поэмы. — М.: О.Г.И., 2003. — 512 с.
- Без тебя: Стихи 2003 года. — М.: Рус. путь, 2004. — 83 с.
- Иерусалимская тетрадь. — М.: О.Г.И., 2005. — 56 с.
- Эхо. — М.: Время, 2005. — 647 с.
- Шкатулка, в которой стихи и проза. — М.: Рус. міръ, Моск. учебник, 2006. — 476 с.
- Сны старой Евы. — М.: О.Г.И., 2007. — 94 с.
- Птичьи права. — М.: АСТ, Хранитель, 2008. — 316 с.
- Перемещенные окна. — М.: О.Г.И., 2011. — 147 с.
- Цветные виденья. — М.: Эксмо, 2011. — 335 с.
- Гром и молния. — М.: О.Г.И., 2013. — 166 с. — 500 с.
- Вдали от себя. — СПб.: Издательская группа «Лениздат», «Команда А», 2013. — 192 с.

## Книги прозы
- Музыка «Поэмы без героя» Анны Ахматовой. — М.: Худ. лит., 1991. — 160 с., 9 000 экз.
- Шкатулка с тройным дном: Об А. А. Ахматовой и М. И. Цветаевой. — Моск. обл. музей М. И. Цветаевой в Болшеве, 1995. — 184 с., 3 000 экз.
- Хвастунья: Воспоминания, проза. — М.: Вагриус, 2006. — 448 с.